# Pyrisitia chamberlaini
Pyrisitia chamberlaini är en fjärilsart som först beskrevs av Butler 1898.  Pyrisitia chamberlaini ingår i släktet Pyrisitia och familjen vitfjärilar. Inga underarter finns listade.